# 黃金新娘
《黃金新娘》（韓語：황금신부）是韓國SBS自2007年6月23日起播放的週末連續劇。本劇以近些年來在韓國十分盛行的“國際婚姻”模式為故事背景，講述發生在嫁到韓國的越南媳婦身上的故事。

## 演員陣容

### 姜家
| 角色   | 演員   | 人物描述 |
| 姜溫南 | 姜信一 | 50多歲，姜家一家之主，希望食品廠的老闆。 |
| 鄭韓淑 | 金美淑 | 50多歲，姜溫南的妻子，家庭主婦。因初戀情人金正日，被楊玉晶橫刀奪愛，和玉晶成了世仇。對現實不滿，把希望都放在子女身上。                                                                                   |
| 姜俊宇 | 宋昶儀 | 27歲，姜家長子。大學畢業後，因為家境無法出國留學，而選擇當兵。沒想到卻被去芝加哥留學的女友智英狠甩，他因此受到打擊，從此得了恐慌症變得自閉，經過三年仍無法過正常生活。在母親強烈要求下，被迫與珍珠結婚。 |
| 姜元美 | 洪銀姬 | 32歲，姜俊宇的姐姐。相親屢戰屢敗，在音樂教室教授小提琴。 |
| 姜世美 | 韓如雲 | 21歲，姜俊宇的妹妹。自恃美貌，一心想當模特兒，進演藝圈賺錢。 |
| 姜君子 | 朴美善 | 38歲，姜溫南的妹妹。獨身，無專長也無工作，總想創業，卻屢次失敗。 |

### 金家
| 角色   | 演員   | 人物描述 |
| 金正日 | 林采茂 | 50多歲，金家一家之主。韓東集團的會長，和韓淑是初戀情人，卻被迫娶了玉晶。 |
| 楊玉晶 | 甄美里 | 50多歲，金正日的妻子。當年用計如願嫁給金正日，過著貴婦人的優渥生活。可其實她的婚姻卻沒有外表看起來那麼幸福，正日對韓淑念念不忘，讓她一直對韓淑懷有敵意。 |
| 金英民 | 宋鍾鎬 | 28歲，金家長子。韓東集團的富三代，大學畢業後前往芝加哥的大學進修MBA課程，喜歡上了韓國留學生智英，便展開了積極的追求行動，終於將她娶進了門。他總是會冷靜的調節自己的情感，一直扮演著對家庭負責，繼承事業的長子的角色。在人際關係和工作上，他絕對不允許有一點失誤，是一個完美主義者。 |
| 金英修 | 金希澈 | 22歲，英民的弟弟，不喜歡念書，玩世不恭。為了和心愛的女友結婚，他不斷央求父母，但是在父母強烈反對下離家出走。原本在富貴人家長大，不知道人間疾苦的男孩，卻在殘酷的現實生活中，逐漸成為一個男人。                                                                                      |

### 阮家
| 角色   | 演員   | 人物描述 |
| 阮珍珠 | 李英雅 | 21歲的越韓混血兒，在越韓婚介公司做翻譯人員。她的性格堅強、開朗而單純，凡是她下定決心要做的事，就一定會堅持到底。珍珠對媽媽非常孝順，為了實現媽媽的心願，她決定前往韓國尋找父親，進而和俊宇有一段異國婚姻。 |
| 阮母   |        | 珍珠兩歲時，珍珠的韓國父親離開越南，她深愛珍珠的父親，獨力扶養珍珠長大，並一直等候珍珠的父親回來。她罹患眼疾即將失明。                                                                                     |

### 玉家
| 角色   | 演員   | 人物描述 |
| 玉智英 | 崔汝珍 | 27歲，出身於富裕家庭的智英，在芝加哥留學時，因父親去世，母親捲走所有的錢，她的生活頓時陷入困境，智英因此發覺金錢的重要性。她選擇拋棄深愛的男友俊宇，和家境富裕的英民在一起。隱瞞過去，順利和英民結婚的智英，以為從此會過著幸福生活，但隨著母親的出現，及她與俊宇的過去被發現，她的婚姻從此不斷陷入危機之中。 |
| 李明淑 | 金清   | 50多歲，智英的媽媽。原本是單純的家庭主婦，在老公過世後，遇上小白臉，被騙錢及犯了詐欺罪，還坐了牢，讓智英的人生從此改變。 |

### 其他人物
| 角色           | 演員   | 人物描述 |
| 鄭福來         | 鄭惠先 | 金正日的阿姨，禮阮的糕點奶奶，擁有韓國最高的製作糕點技藝，她也是一位專門教導上流階層禮儀的老師。                 |
| 英基           | 金雄   | 鄭福來的秘書，無法說話。                                                                                         |
| 車必洙         | 權海驍 | 39歲，在希望食品廠工作近二十年，三年前因父親重病而離職，在父親過世後，又重回希望食品廠工作，和姜君子是鬥氣冤家。 |
| 許東久         | 金京植 | 27歲，律師資格高考生，一直苦追世美。                                                                             |
| 東久媽媽       | 金志暎 | |
| 車仁靜         | 孔賢珠 | 姜俊宇的大學後輩及同事。                                                                                         |
| 越韓婚介社社長 | 鄭翰軒 | 姜君子的朋友，很照顧阮珍珠。                                                                                     |

## 外部連結
- 韓國SBS官方網站 （页面存档备份，存于）
- 臺灣緯來官方網站 （页面存档备份，存于）（繁體中文）

| SBS 週末劇場                              | SBS 週末劇場                              | SBS 週末劇場 |
| ----------------------------------------- | ----------------------------------------- | ------------ |
|                                           | 黃金新娘 （2007年6月23日 - 2008年2月3日） |              |
| 淵蓋蘇文 （2006年7月8日 - 2007年6月17日） | 幸福 （2008年2月9日 - 2008年8月31日）     |              |

| 臺灣 緯來綜合台 週一至週五 20:00 - 21:30                                         | 臺灣 緯來綜合台 週一至週五 20:00 - 21:30                                                        | 臺灣 緯來綜合台 週一至週五 20:00 - 21:30                                               |
| -------------------------------------------------------------------------------- | ----------------------------------------------------------------------------------------------- | -------------------------------------------------------------------------------------- |
|                                                                                  | 黃金新娘 （2008年5月29日 - 2008年8月18日）                                                      |                                                                                        |
| 文熙 （2008年4月9日 - 2008年5月28日）                                            | 珍惜現在（重播） （2008年8月19日 - 2008年11月11日）討厭也喜歡 （2008年11月12日 - 2009年1月8日） |                                                                                        |
| 緯來戲劇台 週一至週五 19:00 - 20:00 3月23日起 19:00 - 21:00 5月1日 19:00 - 20:00 |                                                                                                 |                                                                                        |
| 堅強的野花 （2008年10月30日 - 2008年2月1日）                                     | 黃金新娘 （2009年2月2日 - 2009年5月1日）                                                        | 愛恨一線間（重播） （2009年5月4日 - 2009年8月24）復仇的代價 （2009年8月25日 - 2009年） |